# XO-3
XO-3は、きりん座の方角およそ570光年の距離にある恒星である。10等級であり、肉眼では見えないが、小さな望遠鏡を使うと見ることができる。

## 惑星系
2007年に、ハワイのXO望遠鏡を用いた食検出法による観測で、ガス惑星XO-3bが発見された。惑星としては質量が大きいため、褐色矮星に分類される可能性もある。更なるトランジットの観測や、分光観測によって、XO-3bの公転面と、母星であるXO-3の赤道面が大きく傾いていることがわかった。このような系外惑星が確認されたのは、XO-3系が最初である。また、トランジット間における視線速度のわずかなずれから、第3の天体の存在も示唆されている。
| 名称 （恒星に近い順） | 質量          | 軌道長半径 （天文単位） | 公転周期 (日)       | 軌道離心率  | 軌道傾斜角  | 半径           |
| --------------------- | ------------- | ----------------------- | ------------------- | ----------- | ----------- | -------------- |
| b                     | 11.79±0.59 MJ | 0.0454±0.00082          | 3.1915239±0.0000068 | 0.260±0.017 | 84.20±0.54° | 1.217±0.073 RJ |